# Kohär

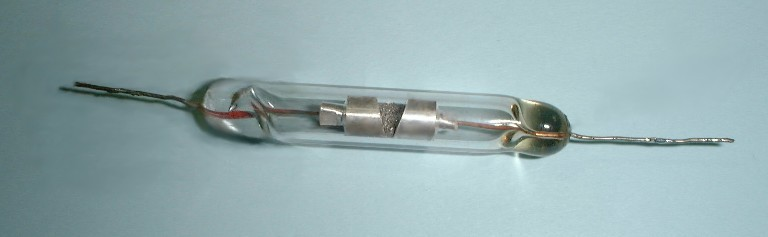
Kohär med nickel-silverspån

Kohären (eng. coherer, av koherens), första anordning som kunde detektera radiosignaler för trådlös telegrafi. Den utnyttjar att den höga elektriska resistansen i löst metallspån sjunker kraftigt när det utsätts för radiofrekvent växelström. Spånet blir då samordnat, koherent. Kohären var grundstenen i de allra första radiomottagarna från år 1895 och dominerade ungefär tio år framåt. Sedan kom elektronrör och kristaller som båda kunde lösa kohärens uppgift på ett betydligt bättre sätt och även demodulera radiosignalers amplitudförändringar så att tal och musik kunde återges.

## Historia
Fransmannen Édouard Branly utnämns oftast till kohärens uppfinnare, men kohären utvecklas egentligen i flera små steg med många personer inblandade:
- 1835: Den svenske fysikern Peter Samuel Munck af Rosenschöld observerade att resistansen i ett pulver av ledande material sjunker drastiskt av högspänningsurladdningar.

- 1852: En kohärliknande anordning användes som åskskydd för telegrafledningar. När den utsattes för de höga spänningarna i ett åsknedslag, kortslöt den ledningen till jord och skyddade därmed ledningsnätet från att skadas.

- 1870: Engelsmannen S. A. Varley upptäckte att när man sände elektrisk ström genom en sats kolpulver, ordnade kolpartiklarna sig så att strömmen lättare kunde passera. När man skakade isär pulvret, minskade strömmen tills partiklarna hunnit ordna upp sig igen.

- 1879: Amerikanen David E. Hughes upptäckte att glappkontakt mellan koksbitar blev ledande varje gång ström slogs på eller av i en spole i närheten. Koks mot metall behöll denna ledningsförmåga tills den påverkades mekaniskt, medan koks mot koks återgick av sig själv till oledande tillstånd.

- 1884: Den italienske fysikern Temistocle Calzecchi Onesti prövade olika substanser och observerade att ledningsförmågan för spån av vissa metaller i ett isolerat rör påverkas av elektriska urladdningar i närheten.

- 1885: A.S. Popov i St Petersburg registrerade atmosfäriska urladdningar med ett kohärliknande instrument.

- 1890: Fransmannen Edouard Branly placerade metallspån i ett litet glasrör, visade att elektromagnetiska störningar kan öka dess ledningsförmåga och gjorde en knackapparat som skakar isär pulvret varje gång det har formerats till ledande.

- 1894: Den brittiske fysikern Sir Oliver Joseph Lodge gav detektorröret namnet coherer. Han ökade dess tillförlitlighet genom att evakuera luften i det och utvecklade också en knackapparat som regelbundet återställer det till oledande tillstånd oberoende av om det har blivit ledande eller ej.

- 1895: Italienaren Guglielmo Marconi använde en kohär i sitt första fungerande radioförsök.

## Beskrivning
Av olika beskrivningar framgår att både en likspänning och en växelspänning kan få kohären att börja leda. Hur hög spänning som krävs för att få effekt beror troligen på kohärens längd och innehåll. Möjligen är den känsligare för växelspänning än likspänning. Vissa beskrivningar anger att den också reagerar på elektromagnetiska vågor som inte tillförs via kohärens två anslutningsledare, men det är troligt att sådana vågor ändå fångas upp av anslutningsledarna och åtminstone delvis når spånet via dem.
Det finns olika uppfattningar om hur själva effekten uppkommer. Några anser att den ökande ledningsförmågan kan förklaras med elektrostatisk attraktion. Andra anser att spänningen ger upphov till mikroskopiska ljusbågar mellan kornen som skapar mycket små svetsförbindelser. Sir Oliver Lodge, mannen som gav kohären sitt namn, lanserade svetshypotesen. Effekten liknas ibland vid den oberäkneliga ledningsförmågan i en kallödning.
Marconi förbättrade kohärens prestanda väsentligt. Vid 1900-talets början hade hans kohärer 95 % nickelfilspån och 5 % silverfilspån. Spånet låg löst i ett smalt, lufttomt glasrör mellan två alldeles släta silverpluggar som legerats med kvicksilver. Röret hölls horisontellt så att spånet nådde bägge silverpluggarna. Vakuumet skyddade metallerna från att oxideras.
Ibland användes pluggar som hade den inre ytan snedskuren. Då kunde man variera rörets känslighet genom att vrida på det så att spånsträngens effektiva längd ändrades.
Kohären kopplas mellan antenn och jord, gärna efter en avstämbar resonanskrets där man kan välja ut vilken våglängd som ska tas emot. Ett batteri lägger samtidigt en spänning över kohären. Batterispänningen är för låg för att själv kunna lösa ut kohären, men den kan driva ett relä när en inkommande radiosignal får kohären att börja leda. På så sätt förstärks den svaga impulsen från antennen så att ett par hörlurar som avger klickljud,  en summer eller en skrivanordning kan anslutas.
När kohären väl börjat leda, behåller den sitt ledande tillstånd tills den skakas om. Därför har flera olika metoder för automatisk omskakning utvecklats. En vanlig metod var att varje gång kohären börjar leda och reläet slår till, ger reläet kohären en knackning så att ledningsförmågan upphör igen. Om radiosignalen finns kvar, börjar kohären åter leda och får då ännu en knackning. Kohären och reläet fungerar då tillsammans som en summer som surrar i takt med de mottagna morsesignalerna.
Eftersom kohären hela tiden måste återställas mekaniskt, kunde den inte återge särskilt snabb telegrafi. Sände man för fort, kunde korta teckendelar komma bort om de sammanföll med en återställning och det kunde också bli svårt för mottagaren att skilja på kort och lång.

## Utveckling
En vidareutveckling av kohären var kvicksilverkohären. Den bestod av en liten skål av metall som innehöll kvicksilver med en mycket tunn oljefilm flytande ovanpå. En liten metallskiva var upphängd över ytan. Med en justerskruv kunde skivan sänkas ner så att den nuddade oljefilmen med ett litet tryck men utan att få direktkontakt med kvicksilvret. Vid radiosignal bröts oljefilmen och elektrisk kontakt uppstod med kvicksilvret, men när signalen försvann, återtog oljan sin plats av sig själv och metallskivan isolerades igen.